# ベニー・カウフ
ベニー・カウフ（Benjamin Michael "Benny" Kauff、1890年1月5日 - 1961年11月17日）は、主に1910年代に活躍したメジャーリーグベースボールの野球選手。主なポジションは中堅手。アメリカ合衆国のオハイオ州ポメロイ生まれ。左投げ左打ち。1914年から2年間運営されたフェデラル・リーグで2年連続首位打者となり、『フェデラル・リーグのタイ・カッブ』と呼ばれた。

## 経歴
生まれ故郷オハイオのアマチュアクラブでプレーしていた頃は、投手も野手もこなすマルチプレーヤーだったという。1911年にニューヨーク・ハイランダース（現ヤンキース）のスプリングトレーニングに参加し、翌1912年にデビュー、5試合に出場する。1913年はマイナーですごしていたが、イースタンリーグでは打率.345の成績を残す。再びメジャー球団の注目を浴びたカウフだったが、結局翌1914年は、フェデラル・リーグのインディアナポリスでプレーすることになった。この年、カウフはフェデラルリーグで211安打を放ち、打率.370、75盗塁、120得点と4つの部門でリーグ最高の数字を残し、インディアナポリスをこの年のフェデラル・リーグ優勝へ導いた。
翌1915年、インディアナポリス球団が負債のため、カウフをブルックリン・ティップトップスに移籍させようと企てていたことに気づいたカウフは、ナショナルリーグのニューヨーク・ジャイアンツとの契約を進めようとした。しかしこの契約は当時のナショナルリーグ会長ジョン・テナーが無効の裁定を下し、結局カウフはブルックリンでプレーすることになる。1915年もカウフは打率.342と55盗塁を記録、2年続けてフェデラル・リーグの首位打者と盗塁王となった。
1915年末にフェデラル・リーグが解体されたことで、カウフは翌1916年に正式にニューヨーク・ジャイアンツに入団したが、同年の打率は.264、盗塁数は40と大きく成績は落ち込んだ。翌年とその次の年に打率3割をマークしたものの、1918年に陸軍に従軍した後は目立った成績を残すことはできなかった。この頃カウフは、他のチームメイトとともに自動車のアクセサリーの事業にも乗り出していたのだが、1920年に自動車窃盗の告発を受けることになる。当時ジャイアンツの監督をしていたジョン・マグローは、シーズンオフに裁判を控えていたカウフを使うのを嫌がり、同年7月に、カウフはジャイアンツからインターナショナルリーグのトロントにトレードに出され、以後メジャーリーグでプレーすることはなかった。
翌1921年に、カウフはケネソー・マウンテン・ランディスコミッショナーから永久追放処分を受けた。カウフはニューヨーク州最高裁判所に処分の取消を申し出たが聞き入れられず、そのまま球界を去ることになった。その後はスカウトとして22年働き、衣類のセールスマンなどをしていたそうである。1961年に脳溢血のためオハイオ州で死去。

## 通算成績

### 打撃成績
| 試合 | 打数 | 安打 | 二塁打 | 三塁打 | 本塁打 | 得点 | 打点 | 盗塁 | 三振 | 四球 | 死球 | 犠打 | 打率 | 出塁率 | 長打率 |
| ---- | ---- | ---- | ------ | ------ | ------ | ---- | ---- | ---- | ---- | ---- | ---- | ---- | ---- | ------ | ------ |
| 859  | 3094 | 961  | 169    | 57     | 49     | 521  | 454  | 234  | 313* | 367  | 28   | 75   | .311 | .389   | .450   |

### タイトル
- 首位打者：2回（1914年、1915年）
- 盗塁王：2回（1914年、1915年）